# Осада Везенберга (1574)
Осада Везенберга  — эпизод Ливонской войны, в ходе которого шведское войско попыталось овладеть замком Везенберг , удерживаемым русским гарнизоном. После нескольких неудачных штурмов осада была прервана из-за кровавого конфликта, вспыхнувшего в рядах наёмников шведского войска.

## Предыстория
Везенберг был внушительной крепостью, расположенной недалеко от побережья Финского залива на полпути от Ревеля к Нарве. В 1558 году её без боя бросили ливонские рыцари, отступавшие перед русским войском. В 1561 году Ревель перешёл в подданство шведского короля Юхана III. После нескольких лет перемирия в северной Прибалтике, вызванных русско-литовской войной 1561—1570 годов, русские войска возобновили военные действия. Почти девятимесячная осада Ревеля, оплота шведского владычества в Прибалтике, не увенчалась успехом, хотя войскам Ивана Грозного удалось взять несколько меньших крепостей, в частности Вейсенштейн (1573).
Шведский король решил перейти к ответным наступательным действиям и организовал поход на Везенберг. К его шведским и финским солдатам присоединились шотландские (преимущественно, пехота) и немецкие (преимущественно, конница и артиллерия) наёмники. Войско выступило из Ревеля в ноябре 1573 года. Общее командование осуществляли Клас Тотт и Понтус Делагарди. Продвижение было замедлено брожением в рядах шотландских наёмников, которые требовали, чтобы им выплатили жалование авансом. Чтобы восстановить порядок, Делагарди пошёл на их требования и продал часть своих драгоценностей.

## Осада

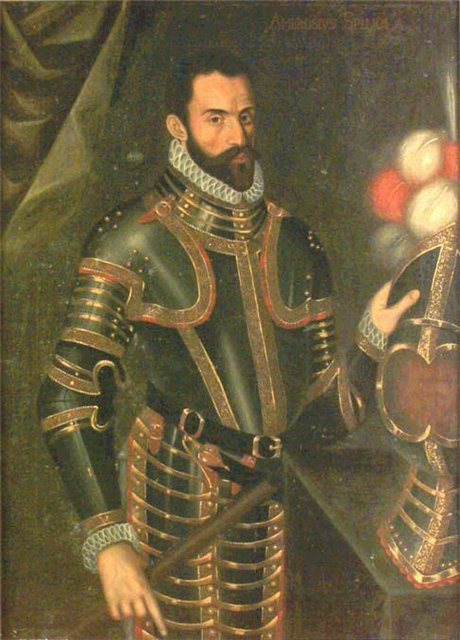
Понтус Делагарди

Войско подошло к Везенбергу в январе и предприняло два штурма, однако они закончились безрезультатно. Третья попытка была произведена 2 марта, но провалилась с большими потерями — шведское войско потеряло убитыми более тысячи человек. Неоднократные попытки шведов совершить подкоп и взорвать стены также вовремя пресекались защитниками крепости. В ходе осады шведские полководцы направляли часть своих сил на взятие Тольсберга и Дерпта, однако и эти предприятия провалились, что дополнительно деморализовало осаждающую армию. По мере того, как иссякали запасы провианта, в рядах наёмников нарастали конфликты. Немцы возложили вину за военные неудачи на шотландцев, которые им якобы оказывали недостаточно поддержки и уклонялись от сражения. 17 марта между немцами и шотландцами дело дошло до потасовки, вызванной неоплаченным элем и взаимными оскорблениями. Драка быстро переросла в кровавый бой. Прибывшие на место событий командиры Делагарди, Тотт и Рутвен (нанимавший шотландцев) также подверглись нападению и бежали, при этом Рутвену были нанесены тяжёлые увечья.
После того, как командиры удалились, шотландские наёмники завладели немецкой артиллерией и начали стрелять из неё по немецкой коннице, которая атаковала в ответ и начала сечь шотландцев. В результате бойни погибло 30 немцев и около 1500 шотландцев. Шведская пехота в бой не вмешивалась. 70 шотландцев бежали от немцев к русскому гарнизону в Везенберг и были позже доставлены в Москву.
После описанных событий осада была снята и шведская армия ретировалась в Ревель, куда прибыла в конце марта.

## Последствия
В результате проваленной кампании Юхан III лишил Тотта командования в Ливонии и полностью передал его Делагарди. В течение всего 1574 года в Ревеле шли расследования и судебные разбирательства случившегося. Шведский король более не полагался на наёмников и на несколько лет вплоть до битвы под Венденом (1578) не предпринимал никаких наступательных действий, вновь отдав военную инициативу в руки Ивана Грозного. После перелома в войне Везенберг был взят войском Понтуса Делагарди в результате осады 1581 года.